# Кассовый провал
Кассовый провал — коммерческий неуспех, прямой убыток или недостижение ожидаемых экономических результатов от финансовых вложений в какой-либо творческий проект. Повышение в большинстве стран уровня коммерциализации искусства делает понятие кассового провала актуальным для театра, шоу-бизнеса, издательского дела и особенно кинематографа.  Следует отличать фактический Кассовый провал от заявленной убыточности проекта по данным бухгалтерского и налогового учёта компании, которая финансирует проект.
Кассовый провал не связан напрямую с художественными достоинствами произведения — он зависит лишь от бюджета проекта и его популярности у аудитории во время проката. В истории кино не раз бывали случаи, когда фильм, изначально провалившийся в прокате, впоследствии становился культовым.

## Экономические показатели, характеризующие кассовый провал в кинематографе
Неверно судить о финансовом успехе фильма только по показателю суммарной выручки (в англоязычных источниках именуется gross revenue), поступившей в кассы кинопрокатных организаций: сетей, реже отдельных кинотеатров. Последние оставляют часть этой выручки в качестве своего дохода. Размер этой доли в каждом случае регулируется отдельными контрактами и носит конфиденциальный характер. Можно говорить лишь о существующих на каждый период времени тенденциях распределения выручки между производителями (в ряде случаев — дистрибьюторами) фильмов и прокатчиками. В настоящее время эта тенденция такова: 45-50 % выручки в первые 2-3 недели после премьеры остаётся у кинопрокатных компаний; доля увеличивается при продлении сроков демонстрации картины и к 6-8 неделе может достигать 90 %. Эксперты РИА Новости оценивают долю прокатных организаций РФ в валовой выручке на уровне 50-55 %.
Большое влияние на коммерческий результат кинематографических проектов оказывает последующая, пост-прокатная реализация или сдача в прокат копий фильмов на различных носителях VHS, DVD, Blu-ray Disc и так далее. В информационных источниках IMDb и Box Office Mojo эта выручка отражается отдельно и может оказывать существенное влияние на финансовые результаты. Как и в случае проката, эта сумма уменьшается на долю в выручке торговых организаций. Примером такого развития экономики проекта может служить фильм Крёстный отец 3 (подробнее — в разделе Кассовые провалы кинематографа США).
Как было отмечено выше, термин Кассовый провал следует рассматривать отдельно от случаев преднамеренного искажения отчётных результатов по затратам на производство кинофильма. Для этого понятия в английском языке используется термин голливудская бухгалтерия или голливудский учёт. Подобные искажения применяют для минимизации налогов; сокращения выплат авторам сценария, текстов или актёрам, вознаграждение которых часто зависит от чистой прибыли проекта и так далее. Данные финансового и налогового учёта изменяются как в рамках существующих противоречий и несовершенства действующего законодательства, так и вне их, с использованием мошеннических действий. Примеры этого рассмотрены ниже, в разделе Кассовые провалы кинематографа США.

## Кассовые провалы кинематографаСША
Помимо общеупотребительного понятия провал (англ. flop), в кинематографе США используется фразеологизм box-office bomb (с англ. — «кассовая бомба») или термин из профессионального сленга — turkey (с англ. — «индейка»). В истории кинематографа США существуют многочисленные примеры финансовых неудач, каждая из которых имеет различные, в каждом случае индивидуальные причины и следствия.
Одним из первых случаев кассового провала историки кино считают картину Дэвида Гриффита «Нетерпимость». Масштабная для своего времени эпическая картина несла идеи мира и гуманизма. Фильм вышел в 1916 году, когда США готовились вступить в Первую мировую войну, и государственная пропаганда достаточно успешно продвигала идеи провоенного патриотизма. Лента оказалась политически несвоевременной. Негативно сказался на прокате и продолжительный хронометраж картины — более 3 часов. В результате инвестиции в фильм в размере 2 млн долларов так и не были окуплены. При этом фильм до настоящего времени остаётся востребованным и занимает 49-е место в списке 100 лучших американских фильмов за 100 лет по версии AFI.
Известны случаи, когда неудачный прокат картины в США компенсирует и превращает проект в прибыльный выручка от проката за рубежом или продажи изданий фильма для домашнего просмотра. Например, «Крёстный отец 3» при объявленном бюджете производства фильма в 55 млн долларов в прокате заработал 66,7 миллиона. Ситуацию во многом исправила выручка, полученная от аренды фильма на различных носителях частными лицами — 38,0 млн долларов, и доходы от проката картины за пределами США — 70,1 млн долларов.
В 2007 году в прокат США вышел фильм «Золотой компас» по фантастической сказке Филипа Пулмана, яркий фильм для семейного просмотра. Его бюджет составил 180 млн долларов. Планируя собрать большую часть выручки в Соединённых Штатах, но опасаясь низких сборов за рубежом, компания — производитель New Line Cinema продала права на прокат вне пределов США более 20 различным компаниям (в России это — Каро-Премьер). Эффект был неожиданным и обратным. В США фильм собрал 70,1 млн долларов, в заграничном прокате — 302,1 млн. Неверный финансовый прогноз и ошибка управленческого решения привели к поглощению New Line Cinema компанией Warner Bros.
Известно несколько случаев, когда неудача одной картины приводила к банкротству киностудии. United Artists после провала фильма «Врата рая» практически прекратила деловую активность и в 1981 году была полностью поглощена Metro-Goldwyn-Mayer. Кинокомпания Carolco Pictures, в активе которой ранее был такой проект, как «Терминатор 2», после неудачной рекламной кампании фильма «Остров головорезов» (1995 год) потерпела убытки в сумме более 100 млн долларов и в 1997 была официально признана банкротом. По данным Книги рекордов Гиннесса, этот фильм признан самым убыточным кинопроектом.
Компания Franchise Pictures выпустила в 2000 году на экраны фильм «Поле битвы: Земля». При заявленном бюджете в 75,0 млн долларов, фильм собрал в прокате США не более 22,0 млн. Вскоре после премьеры The Wall Street Journal заявил, что ФБР имеет претензии к киностудии, которая искусственно завысила расходы на создание картины в попытке обмануть инвесторов. Немецкая фирма Intertainment AG утверждала, что по подписанному ранее соглашению при условии финансирования с её стороны 47 % расходов на производство картины, Franchise Pictures должна передать ей права на прокат фильма в Европе. Дело рассматривалось в суде присяжных Лос-Анджелеса в мае-июне 2004 года. Было установлено, что фактические расходы на производство картины составили 44 млн, а остальные 31 были включены в расходы путём использования мошеннических схем через подставные организации. Студия была приговорена к выплате 121 млн долларов ущерба. 19 августа 2004 года она официально объявила о своём банкротстве.
Другой пример ведения голливудской бухгалтерии — ситуация вокруг выплаты вознаграждения Уинстону Груму, автору романа «Форрест Гамп», по которому был снят одноимённый фильм. Контракт на экранизацию был заключён с условием участия автора в прибыли от этого кино-проекта. Благодаря голливудскому учёту прибыль от популярного фильма была «превращена» в убыток, и Уинстон получил самое незначительное по масштабам картины вознаграждение (250 тыс. долларов; гонорар режиссёра фильма Роберта Земекиса превысил 40 млн долларов США).

## Кассовые провалы кинематографаРоссии
В России нет закона, обязывающего публично объявлять о кассовых сборах фильмов. Поэтому статистику экономической успешности российских фильмов можно отслеживать в настоящее время только по данным СМИ.
Кассовые провалы, как и в большинстве стран мира, связаны с недостатками картин, но не тождественны им. В значительной степени список кассовых провалов совпадает со списком самых дорогих российских фильмов: высокобюджетным картинам требуется собрать в прокате намного больше, чтобы окупиться. Поэтому, даже став лидером кинопроката в своё время, фильм может оказаться в итоге кассовым провалом. Из перечисленных ниже, «Обитаемый остров» даже входит в число 10 самых кассовых российских фильмов за всю историю. Тем не менее, его бюджет был настолько велик, что превысил его кассовые сборы, сделав фильм убыточным.
Ниже приведены экономические показатели некоторых проектов последних лет (выручка от проката без доходов от последующей реализации DVD по информации издания Бюллетень Кинопрокатчика).
| Название фильма                             | Год  | Недель в ТОП-10 после премьеры | Бюджет (млн долларов) | Выручка (млн руб // млн долларов)              | Убытки (млн долларов) |
| ------------------------------------------- | ---- | ------------------------------ | --------------------- | ---------------------------------------------- | --------------------- |
| Александр. Невская битва                    | 2008 | 3                              | 8,0—10,0              | 64,8 // 2,7                                    | 5,3—7,3               |
| Обитаемый остров Обитаемый остров: Схватка  | 2009 | 5 4                            | 29,5—36,6             | 644,2 // 21,9 204,9 // 6,0 всего 849,1 // 27,8 | 1,5—8,8               |
| Тарас Бульба                                | 2009 | 5                              | 17,5—25,0             | 575,3 // 17,2                                  | 0,3—7,8               |
| Утомлённые солнцем 2: Предстояние; Цитадель | 2010 | 6                              | 40,0—55,0             | 217,3 // 7,4 42,0 // 1,5 всего 259,3 // 8,9    | 31,1—46,1             |
| Тёмный мир: Равновесие                      | 2013 | 2                              | 5,0                   | 71 // 2                                        | 3                     |